# سرخوشی (فیلم ۲۰۱۸)
سرخوشی (ایتالیایی: Euforia) یک فیلم به کارگردانی والریا گولینو است که در سال ۲۰۱۸ منتشر شد.